# Дом-коммуна инженеров и писателей
Дом-комму́на инжене́ров и писа́телей — авангардное здание эпохи конструктивизма в Санкт-Петербурге, располагающееся на углу улицы Рубинштейна и Графского переулка и получившее яркое прозвище «Слеза социализма» (а его обитатели стали именоваться «слезинцами»).
Построен на паях группой молодых инженеров и писателей в 1929—1931 годах по проекту архитекторов А. А. Оля, К. А. Иванова и А. И. Ладинского «в порядке борьбы со „старым бытом“». Функциональная новизна дома-коммуны гостиничного типа была ориентирована на обобществлённый быт, что несло массу неудобств его обитателям.
Это признавала даже такая убеждённая комсомолка, как Ольга Берггольц — пожалуй, самая знаменитая обитательница дома-коммуны, прожившая здесь на пятом этаже в квартире № 30 с 1932 по 1943 год, о чём свидетельствует установленная на доме памятная доска.
Как говорили сами «слезинцы», «фаланстера на Рубинштейна, 7 не состоялось». В первой половине 1960-х годов была проведена перепланировка, каждая квартира получила отдельные кухню и туалет.
Один из примечательных архитектурных приёмов, использованный в здании, — сочетание скатной крыши шестого этажа и террасы пятого. Фасад в целом повторяет традиционную тектонику соседних зданий и сомасштабен окружающей застройке.
В 2018 году в издательстве «Common place» вышла составленная писателем Евгением Коганом книга «Слеза социализма. Дом забытых писателей».

## Список литераторов, живших в доме
- Берггольц Мария Федоровна, актриса театра и кино. Сестра и биограф поэта О. Ф. Берггольц
- Берггольц Ольга Федоровна, поэт
- Басалаев Иннокентий Мемонович, писатель, издательский работник
- Довлатова Маргарита Степановна, издательский работник, помощник редактора Ленгослитиздата, помощник редактора издательства «Молодая гвардия», родная тётя писателя Сергея Довлатова
- Евстафьев Павел Петрович, писатель
- Зельцер Иоганн Моисеевич, писатель
- Костарёв-Туманов Николай Константинович, литератор
- Левоневский Дмитрий Анатольевич, писатель
- Леонов Савелий Родионович, писатель
- Наппельбаум Ида Моисеевна, писательница
- Сажин Петр Александрович, писатель
- Фроман Михаил Александрович, писатель
- Чумандрин Михаил Федорович, писатель
- Чумандрина Мария Александровна, издательский работник
- Штейн Александр Петрович, драматург, заместитель редактора «Вечерней Красной газеты»
- Эрлих Вольф Иосифович, писатель